# Agelas gracilis
Agelas gracilis är en svampdjursart som beskrevs av Thomas Whitelegge 1897. Agelas gracilis ingår i släktet Agelas och familjen Agelasidae. Inga underarter finns listade i Catalogue of Life.